# Tipula inaequilobata
Tipula inaequilobata är en tvåvingeart som beskrevs av Alexander 1938. Tipula inaequilobata ingår i släktet Tipula och familjen storharkrankar.
Artens utbredningsområde är Ecuador. Inga underarter finns listade i Catalogue of Life.